# イグアナの娘
『イグアナの娘』（イグアナのむすめ）は、萩尾望都による日本の漫画作品。月刊少女漫画雑誌『プチフラワー』（小学館）1992年5月号に掲載された50ページの短編作品、および本作品を表題作とする作品集。
親子の確執を題材に、娘を愛することができない母親と母から愛されない娘、両者の苦悩をファンタジーの要素を織り込んで描く。
1996年に菅野美穂主演でテレビドラマ化された（後述）。

## 物語
青島ゆりこは、長女・リカの出産直後からリカの姿が醜いイグアナに見えてしまい、どうしても愛することができずにいた。一方で、次女・マミは普通の可愛い人間の姿に見えるため、ゆりこはマミを溺愛し、リカにはますます冷たく接する。そしてリカ自身も、鏡に映る自分の姿がイグアナに見えるようになり、そのため母親にも愛されず、恋愛もできない、幸せになれないと思い込むようになってしまう。
大学に進学したリカは恋愛し、卒業と同時に結婚し親元を離れ、幸せを実感する。やがて出産したが、自分の子供がイグアナではなく人間の姿に見えることで子供を愛することができないでいた。そのとき、突然の母の訃報を受け実家に戻ったリカは、母の死に顔が自分そっくりのイグアナであることに驚き、ようやく母を許すことができた。

## 作品の背景
萩尾は2歳で絵を描き、4歳で漫画や本を読み始めたが、萩尾の母親が「漫画は頭の悪い子が読むもの」と叱るので、漫画を読むのも描くのも親に隠れて行っていた。萩尾は母親にいつも「勉強しろ」と追いたてられ、成績の悪い子とは付き合うなとか、教科書以外の本は読んではいけないとか、また姉や妹と比較されては四六時中怒られていた。成績の良くなかった萩尾はそれで家にいるのがつらく、また競争もいやで、漫画家になろうと思ったのも競争しないですむと思ったからということもある。
漫画家になり上京して独立住まいをするようになってからも、母親に対する反発は心の中に無意識にくすぶり続けた。萩尾は「最初は自分では気づかなかったのだけど、デビューして2年目ぐらいに『あなたの作品って、いつもお母さんがいなかったり、死んだりするのね』って言われて、『あれそうなのかな？』って。それで、母親を登場させたくない自分の内面心理について振り返り始めたりしました。」と語っている。その後、1977年に定年になった父親を代表として会社を作ったが、両親との不和が高じて大げんかし、2年後に会社をつぶす。親との関係を見つめるため心理学を勉強し始め、内なる親から解き放たれるために、1980年に親殺しをテーマにした『メッシュ』の連載を開始し、その流れを引き継ぎ、厳格だった母親との対立を基にして1992年に描いたのが本作品である。

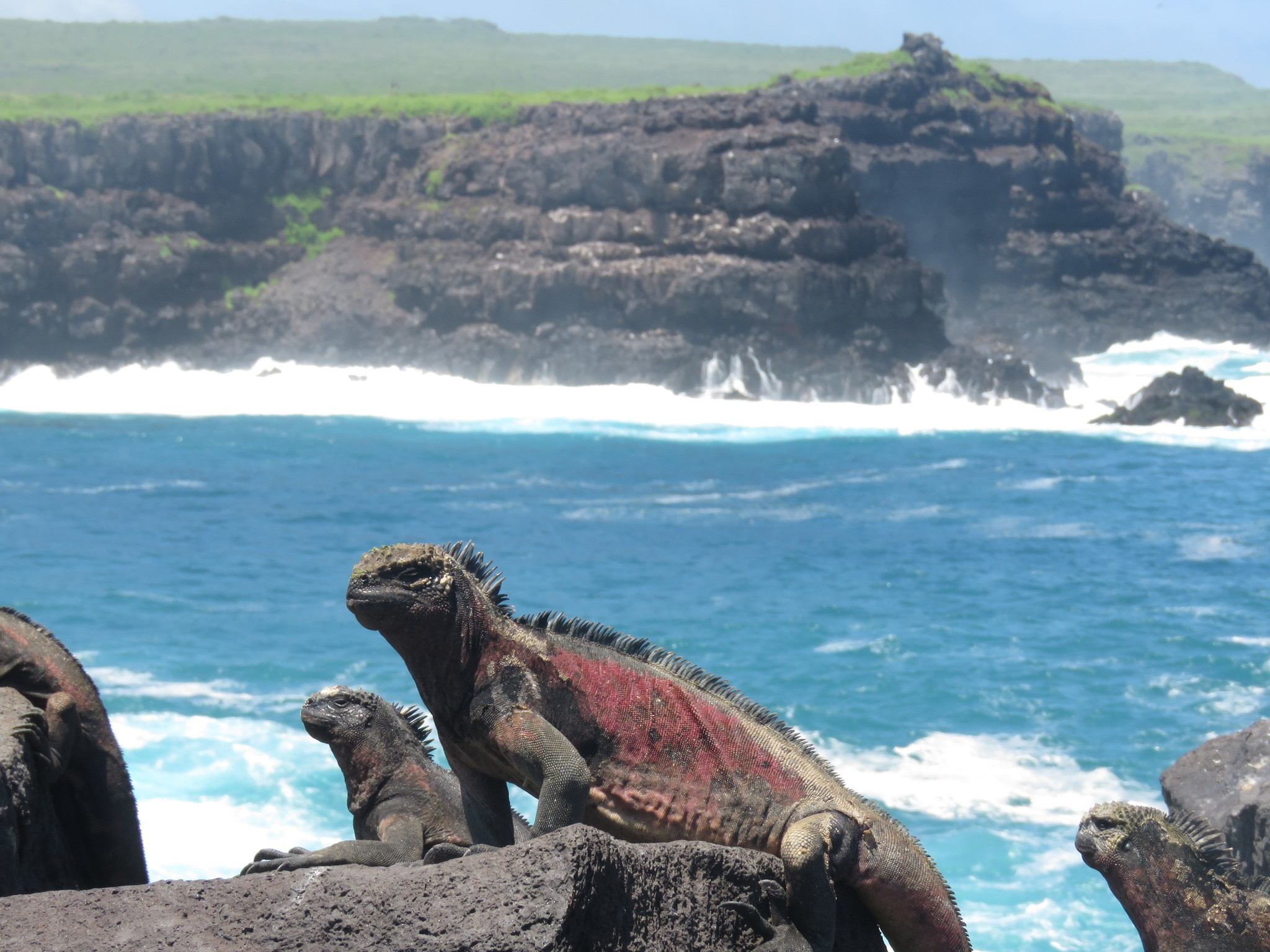
ウミイグアナ

本作の主人公をイグアナに設定した経緯について、萩尾は2017年10月2日に行われた女子美術大学特別公開講座で「親と話しても話しても通じないのは、話している言葉が違うのではないか。もしかしたら私は人間ではないのかもしれない。」と思い、人間ではないのなら私はいったい何なのだろうと考え、ふと「イグアナかもしれない」と思い、本作が生まれたと述べている。

## 単行本・文庫本
- PFコミックス『イグアナの娘』1994年7月20日初版発行 ISBN 9784091720320
  - 収録作品「イグアナの娘」、「カタルシス」、「午後の日差し」、「学校へ行くクスリ」、「友人K」
- 小学館文庫『イグアナの娘』2000年12月10日初版発行 ISBN 9784091913814
  - 収録作品「イグアナの娘」、「帰ってくる子」、「カタルシス」、「午後の日差し」、「学校へ行くクスリ」、「友人K」

本作品は以下の作品集にも収録されている。
- 萩尾望都Perfect Selection 9『半神』2008年3月2日初版発行 ISBN 9784091312242
  - 収録作品「半神」、「イグアナの娘」、「天使の擬態」、「学校へ行くクスリ」、「午後の日差し」、「偽王」、「温室」、「マリーン」、「カタルシス」、「帰ってくる子」、「小夜の縫うゆかた」、「友人K」

## テレビドラマ
- 1996年4月15日 - 6月24日、テレビ朝日系「月曜ドラマ・イン」枠で放送。全11話。
- 平均視聴率11.5パーセント、初回視聴率7.9パーセント、最高視聴率19.4パーセント（最終回）

初回こそ7.9パーセントと不振であったがその後着実に上昇を続け、最終回では同時間帯第1位となる19.4パーセントを記録した。
- 主人公の一家以外の登場人物はドラマオリジナルである。

### 登場人物
- 青島リカ - 菅野美穂 / 米澤史織（子供時代）

本作の主人公。1978年（昭和53年）5月25日生まれ。実際には普通の人間の女の子の容姿をしているが、自分自身（と母）の目にはイグアナの姿にしか映らずコンプレックスを抱えていることと母からの冷遇が影響し、やや暗めの部分はあるが、愛情深く心優しい性格。学校の成績は秀才とされるほど優秀で、父とまみの後押しを得て、昇と共に海外の大学へ留学のため出国直前、空港で鏡に映った自分の姿が人間に見えたことから不安を抱き、帰宅。母の死を知って号泣する。大学卒業後、昇と結婚。娘に「ゆりこ」と名付けた。
- 岡崎昇 - 岡田義徳 / 内野謙太（子供時代）

リカとは小学校から高校まで同級生。父親は他界しており母子家庭。リカに対して恋愛感情を抱いているが、コンプレックスを打破して欲しいとも思っている。昔なじみのリカとかをり双方の事情を把握し優しくしているため、それが彼を想うかをりの苛立ちになっている。また、かをりの接近をはっきり断れない優柔不断な面もある。結局、自分がリカが好きだと気づきリカと共にアメリカの大学へ留学することとなる。大学卒業後、リカと結婚。娘・ゆりこをもうける。
- 橋本かをり - 小嶺麗奈

リカの同級生。意地悪な面が見られ、昇への誘惑をはじめとするリカへの追い込みを展開する。弟を亡くし両親は離婚し、一人暮らしをしており、弟の死の際に親身になってくれた昇への想いが強い。伸子の死後、リカに対して嫌がらせをした理由を、昇への恋愛感情の他、亡くなった弟への思いもありリカが小学生の頃に自殺を図ったことが許せなかったと打ち明けたことから和解。友人になってゆく。その後直紀と交際。
- 三上伸子 - 佐藤仁美

リカの同級生で親友。幼少期のある出来事でトラウマを抱え、場面緘黙症になった。それが原因でいじめを受けるなど辛い思いをしていたが、ボーイフレンドの和也の支えで立ち直ってさっぱりした明るい性格になる。心を閉ざしているリカを見て「友達になろう」と声をかけ、親しくなる一方リカを敵視するかをりとは反目が絶えなかった。和也とは学校外で交際していて、リカのことを話題にしていた。物語半ばで交通事故死してしまう。
- 中谷直紀 - 山口耕史（B☆KOOL）

昇の友人で陸上部。最終的にかをりと交際。
- 高野春子 - 小松みゆき

リカ、昇、伸子、かをりの担任。担当科目は生物。
- 高見沢博 - 井澤健

陸上部の1年生。まみに気があるものの相手にされなかったが最終的にはまみと交際。
- 岸田由美子 - 佳奈

正則が経営する動物病院の看護師。
- 三上恵子 - 木内みどり（第8、9回）

伸子の母。自宅に来たリカに伸子の過去のことを話し力づける。伸子の死後、家を訪問したリカに対して感謝の念と、娘の本心を伝えている。
- 青島まみ - 榎本加奈子

リカの妹。2学年違いで同じ高校に在籍。ゆりこに溺愛され甘やかされて育ったせいか少々我儘な所があるものの、明るく元気な女の子。
物語序盤は姉に対して冷たい妹であったが、自身に対するリカの深い愛情に気付いてからは、自分の我儘な過去の行動を反省し積極的に姉に味方するようになった。ゆりこのリカに対する冷酷な態度に疑問を持ちはじめゆりこに反発するようになる。
昇に若干、興味を抱いたこともあるが、姉のものをなんでも欲しがる我儘心に過ぎず、リカが昇を真剣に愛し応援している姿を見てから、リカとの交際を応援するようになる。成績不振で留年しかけるなど、学校の勉強は苦手らしい。最終回では高見沢と交際する。
- 青島ゆりこ - 川島なお美

リカとまみ姉妹の母。リカの姿がイグアナに見えてしまい、出産直後に母子心中を図った過去がある。このため、リカへの接し方に悩み、まみ1人だけを溺愛するようになっていった。
実は夫の正則がガラパゴス諸島に訪れた際に命を救ったイグアナの姫。助けてくれた正則を慕い、魔法使いに願ってイグアナだった時の記憶を封じて人間となり正則と結ばれてリカをもうけるものの、自分の正体が露見することへの無意識下の恐れからリカの姿がイグアナに見えてしまい、どうしても愛情を持てないことに苦しみ続けていた。夫の日記を読んだことで徐々に記憶が蘇り始めたことでそれはより一層強まっていった。
拒絶心に苦しみながらも心の奥底ではリカのことも深く愛しており、リカからプレゼントされたスカーフを持って外出している最中、リカの面影を重ねた少女を自動車事故から庇って死去。遺骨は愛情を確認したリカの手で海へ散骨された。
- 青島正則 - 草刈正雄

ゆりこの夫でリカとまみ姉妹の父。ゆりこと違い、リカとまみには平等に愛情を注いでいる。若い頃にガラパゴス諸島に行ったことがあり、ウミイグアナを助けている。
実はそのイグアナこそが妻ゆりこの正体であり、彼女の死後、元のイグアナの姿に戻った妻を看取った後に、その時のことを書き綴った日記をリカに手渡して真相を伝えた。
「ゆりこの夫でリカとまみ姉妹の父」「若い頃にガラパゴス諸島に行ったことがある」という以外、名前を含めたすべての設定がドラマオリジナルとなっている。
- 津島和也 - 中江太（第9回）

伸子の遠距離恋愛の彼氏。伸子の告別式に上京した際に、自分のせいで伸子が死んだとふさぎ込むリカに伸子の手紙を渡す。
- 店長 - 石塚英彦（第6回）

まみがアルバイトをするファミリーレストランに勤務。まみのピンチヒッターでやって来たリカと接触。ドジばかりするリカに振り回される。まみの代理で来たため給料も支払い済みであったが、最後には頑張りに免じてリカの分も給料を渡し温かい言葉をかける。
- 清水 - 宝井誠明（第6回）

ゆりこが呼んだまみの家庭教師。生徒と関係を持っておりそれを知ったリカによって憎悪される。
- 遊園地のおじさん - 松村達雄（第7回）

リカと昇が行った遊園地のカメラマンで二人の写真を撮影した。リカと昇に「写真は真実を写す」と語った。
- 岡崎ゆりこ - 碇由貴子

リカと昇の娘。第1、2、6、11回と毎話エンディングに登場する。

### スタッフ
- 脚本：岡田惠和
- 演出：今井和久（現：MMJ）・新城毅彦（現：5年D組）
- 音楽：寺嶋民哉
  - 『イグアナの娘』オリジナル・サウンドトラック / 音楽：寺嶋民哉 発売：マーキュリー・ミュージックエンタテインメント 販売：ポリグラム 1996年5月 PHCR-74
- 企画・プロデュース：高橋浩太郎（テレビ朝日）
- プロデュース：東城祐司（MMJ 現社長）・塚本連平 (MMJ)
- 技術プロデューサー：佐々木俊幸
- T・D：磯崎守隆
- 撮影：浅野仙夫
- 撮影助手：大石弘宜
- 照明：森田典光
- 照明助手：山本和宏・佐川司・永井日出夫
- 音声：畦本真司
- 音声助手：福部博国・飯田庸安芸・工藤威
- V・E：植木康弘
- 効果：小西善行
- 美術製作：北林福夫
- デザイン：金子隆
- 美術進行：渡部哲也
- 大道具：山田美男
- 装飾：鎌田徳夫・加藤大輔
- 持道具：寺澤麻由美
- 衣裳：江渡ゆかり・森田流水
- ヘアメイク：原口千栄・本庄良子
- スタイリスト：高田みわ子・吉田桂子
- 電飾：森智
- 造園：小田隆文
- プロデューサー補：中野達夫・多田健
- 助監督：長谷川康・大垣一穂・荻島達也・坂本栄隆
- 記録：黒木ひふみ・吉丸美香
- 製作担当：岩崎敬道
- 製作主任：伊勢雅義
- 製作進行：竹井政章
- タイトルCG：駄場寛
- 編集：定野正司
- オフライン編集：清水正彦
- スチル：橋本田鶴子
- 広報：太田正彦（テレビ朝日）
- 3Dキャラクタークリエイト：高柳祐介・押杵ゆかり（ベルベット・アイズ・バッチ）
- ブレーン：藤井裕理子
- 音楽協力：テレビ朝日ミュージック
- スタジオ：砧スタジオ
- 技術協力：バスク
- 美術協力：フジアール
- 車輌：ドルフィンズ
- 製作：テレビ朝日・MMJ

### 主題歌
- エルトン・ジョン「YOUR SONG」（邦題：僕の歌は君の歌）

※DVD版ではインスト曲に変更となっている。

### サブタイトル
| 各話                                                       | 放送日        | サブタイトル                         | 演出     | 視聴率 |
| ---------------------------------------------------------- | ------------- | ------------------------------------ | -------- | ------ |
| 第1回                                                      | 1996年4月15日 | のろわれた誕生                       | 今井和久 | 7.9%   |
| 第2回                                                      | 1996年4月22日 | わたし死にたい……                     | 今井和久 | 8.1%   |
| 第3回                                                      | 1996年4月29日 | 高原の夜、初めての……                 | 新城毅彦 | 8.1%   |
| 第4回                                                      | 1996年5月6日  | お母さんの秘密……                     | 新城毅彦 | 9.2%   |
| 第5回                                                      | 1996年5月13日 | 誕生日…母に捨てられたプレゼント      | 今井和久 | 11.5%  |
| 第6回                                                      | 1996年5月20日 | 波紋、母が呼んだ家庭教師……           | 今井和久 | 10.0%  |
| 第7回                                                      | 1996年5月27日 | 母の告白…あなたを殺したい！          | 新城毅彦 | 14.5%  |
| 第8回                                                      | 1996年6月3日  | 永遠の友情、死、そしてもう一人の母   | 新城毅彦 | 10.7%  |
| 第9回                                                      | 1996年6月10日 | 幸せになる権利……                     | 今井和久 | 12.8%  |
| 第10回                                                     | 1996年6月17日 | 悲しい家族旅行……                     | 新城毅彦 | 14.0%  |
| 最終回                                                     | 1996年6月24日 | お母さん！ お母さん！ ……おかあさん！ | 今井和久 | 19.4%  |
| 平均視聴率 11.5%（視聴率は関東地区・ビデオリサーチ社調べ） |               |                                      |          |        |

### ネット局
| 放送対象地域  | 放送局           | 系列           | 備考               |
| ------------- | ---------------- | -------------- | ------------------ |
| 関東広域圏    | テレビ朝日       | テレビ朝日系列 | 制作局             |
| 北海道        | 北海道テレビ     | テレビ朝日系列 |                    |
| 青森県        | 青森朝日放送     | テレビ朝日系列 |                    |
| 宮城県        | 東日本放送       | テレビ朝日系列 |                    |
| 秋田県        | 秋田朝日放送     | テレビ朝日系列 |                    |
| 山形県        | 山形テレビ       | テレビ朝日系列 |                    |
| 福島県        | 福島放送         | テレビ朝日系列 |                    |
| 新潟県        | 新潟テレビ21     | テレビ朝日系列 |                    |
| 長野県        | 長野朝日放送     | テレビ朝日系列 |                    |
| 静岡県        | 静岡朝日テレビ   | テレビ朝日系列 |                    |
| 石川県        | 北陸朝日放送     | テレビ朝日系列 |                    |
| 中京広域圏    | 名古屋テレビ     | テレビ朝日系列 |                    |
| 近畿広域圏    | 朝日放送         | テレビ朝日系列 | 現・朝日放送テレビ |
| 広島県        | 広島ホームテレビ | テレビ朝日系列 |                    |
| 山口県        | 山口朝日放送     | テレビ朝日系列 |                    |
| 香川県 岡山県 | 瀬戸内海放送     | テレビ朝日系列 |                    |
| 愛媛県        | 愛媛朝日テレビ   | テレビ朝日系列 |                    |
| 福岡県        | 九州朝日放送     | テレビ朝日系列 |                    |
| 長崎県        | 長崎文化放送     | テレビ朝日系列 |                    |
| 熊本県        | 熊本朝日放送     | テレビ朝日系列 |                    |
| 大分県        | 大分朝日放送     | テレビ朝日系列 |                    |
| 鹿児島県      | 鹿児島放送       | テレビ朝日系列 |                    |
| 沖縄県        | 琉球朝日放送     | テレビ朝日系列 |                    |

### その他
1. テレビドラマ版でリカが自殺しようとした川原のロケ地は多摩川・丸子橋近辺。
2. イグアナ姿のリカのマスクは高柳祐介が造型を担当した[7]。ラジコン操作により瞼や口の開閉を行うギミックを備えている[7]。イグアナの赤ん坊の造形物はケーブル操作により泣いて動くように作られている[7]。初期に高柳によって描かれたデザインスケッチは本物のイグアナに似せた姿となっていたが、制作側の要望により哀愁を帯びた人間に近いものとなった[7]。
3. ナインティナインのオールナイトニッポンでナインティナインがこのテレビドラマをコケにした結果、聴取者から、ファックス用紙が切れるほどの抗議のFAXが送られてきた[注 5]。
4. 初回と最終回の視聴率の差が2.45倍（7.9パーセント→19.4パーセント）と2倍以上を記録した20世紀最後のテレビドラマである。次に記録するのは2011年4月期の『マルモのおきて』（11.6パーセント→23.9パーセント、2.06倍）である。
5. ドラマにしたいという話が最初に来たとき、原作者は断った。「だってイグアナですよ？ どうコスチュームをつくるのか（笑）。普通のお茶の間の人は、そんなテレビドラマを観たいと思うでしょうか」。再度のオファーに折れ、「じゃあやってみてください。私は何もタッチしません。どんなイグアナが出てきても私の責任ではありません」。しかし、「テレビドラマはうまくできていました。作品が別なメディアでもよいものになると、それは嬉しいです。」と述べている[8]。

| テレビ朝日系 月曜ドラマ・イン           | テレビ朝日系 月曜ドラマ・イン            | テレビ朝日系 月曜ドラマ・イン                |
| 前番組                                  | 番組名                                   | 次番組                                       |
| --------------------------------------- | ---------------------------------------- | -------------------------------------------- |
| ハンサムマン （1996年1月8日 - 3月11日） | イグアナの娘 （1996年4月15日 - 6月24日） | 闇のパープル・アイ （1996年7月1日 - 9月9日） |

## キャラクター商品
- 1996年、「イグアナの娘」のフィギュア（セーラー服姿のイグアナ）が（株）アート・ストームから制作・発売されている。